# Монталфано (Кјети)
Монталфано (итал. Montalfano) је насеље у Италији у округу Кјети, региону Абруцо.
Према процени из 2011. у насељу је живело 403 становника. Насеље се налази на надморској висини од 146 м.